# Cedar Springs, Michigan
Cedar Springs är en ort i Kent County i Michigan. Vid 2020 års folkräkning hade Cedar Springs 3 627 invånare.